# Талка (приток Ёлнати)
Талка — река в России, протекает главным образом в Юрьевецком районе Ивановской области, устье и последние метры течения находятся в Кинешемском районе. Впадает в Ёлнать по правому берегу в 6,9 км от её устья. Длина реки составляет 15 км, площадь водосборного бассейна — 118 км². В 200 метрах от устья принимает справа реку Горелка.
Исток реки находится в лесу в 23 км к юго-западу от Юрьевца. Река течёт на северо-запад, протекает деревни Крутово, Брянское, Сытово, Талица, Ручен, Чуркино, Осинки. Впадает в Елнать ниже деревни Решетиха.

## Данные водного реестра
По данным государственного водного реестра России относится к Верхневолжскому бассейновому округу, водохозяйственный участок реки — Волга от города Кострома до Горьковского гидроузла (Горьковское водохранилище), без реки Унжа, речной подбассейн реки — Волга ниже Рыбинского водохранилища до впадения Оки. Речной бассейн реки — (Верхняя) Волга до Куйбышевского водохранилища (без бассейна Оки).
Код объекта в государственном водном реестре — 08010300412110000013896.